# Wapens voor Khartoem
Wapens voor Kartoem is een spionageroman van auteur Gérard de Villiers en het 63e deel uit de S.A.S.-reeks met als protagonist de Oostenrijkse prins en freelance CIA-agent Malko Linge.

## Het verhaal
Ted Brady wordt vermoord aangetroffen in de Soedanese woestijn omdat de CIA geweigerd had het geëiste afpersingsgeld te betalen. Brady had Tsjadische vrijheidsstrijders Amerikaanse wapens toegezegd om Tsjaad te bevrijden van de Libische bezetting. Toen Brady niet over de brug kwam werd hij ontvoerd.
Elliot Wing, Chief of Station van het CIA-kantoor in Soedan is hier zo ontstemd en furieus over dat hij memo in niet mis verstane bewoordingen aan het hoofdkantoor in Langley wil sturen. Dan verneemt hij echter dat zijn vrouw is ontvoerd door Habib Kotto, een terrorist uit Tsjaad. Vrijlating van de vrouw kan enkel geschieden in ruil voor wapens.
Malko wordt door de CIA naar Soedan gehaald om de vrouw levend uit handen van de terrorist te krijgen en kampt hierbij met een tijdslimiet van 13 dagen. Hij roept de hulp in van de bevriende Duitse barones en tevens wapenhandelaar Samantha Adler.

## Personages
- Malko Linge, Oostenrijkse prins en CIA-agent;
- Habib Kotto, Soedanees terrorist;
- Ted Brady;
- Elliot Wing, COS van het CIA-kantoor in Khartoem, Soedan;
- Helen Wing, vrouw van Elliot Wing;
- Samantha Adler, Duitse barones en wapenhandelaar.

## Titel
De titel van deze roman is oorspronkelijk uitgebracht als “Wapens voor Kartoem”.

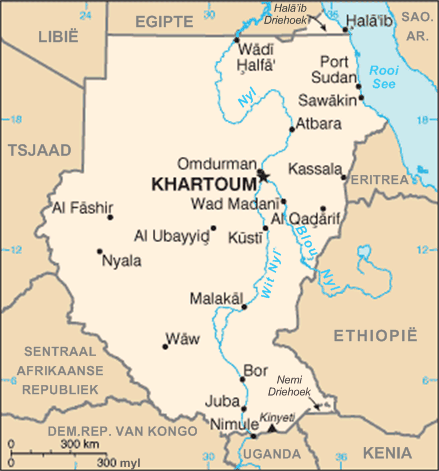
Overzichtskaart van Soedan en de ligging van de hoofdstad Khartoem.